# Sydney Swans

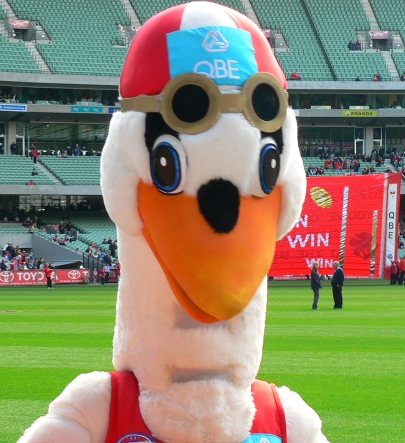
Mascotte représentant un cygne des Sydney Swans

Les Sydney Swans sont une équipe de football australien jouant en AFL (Australian Football League) et située à Sydney, Nouvelle-Galles du Sud.
Le club, fondé en 1874, était connu sous le nom de South Melbourne Football Club jusqu'à ce que l'équipe parte pour Sydney en 1982 et soit renommée Sydney Swans (litt. Cygnes de Sydney). Sydney est, avec le Greater Western Sydney Football Club, la seule équipe de l'AFL située en Nouvelle-Galles du Sud, et le premier club de cette compétition situé en dehors de l'État de Victoria.
Les Swans jouent la plupart de leurs matchs à domicile au Sydney Cricket Ground, et les matchs les plus importants à l'ANZ Stadium (ancien Olympic Stadium) à Homebush Bay.
Le club a gagné le championnat en  1909, 1918 et 1933 (comme South Melbourne) et en 2005 et 2012 (comme Sydney Swans).
En 1996, les Swans ont atteint leur première grande finale depuis le déménagement mais s'incline face au Kangaroos.
En 2005 Les Swans ont battu les West Coast Eagles de 4 points dans le Grande Finale 2005 dans une rencontre âprement disputée. Cette victoire a mis fin à 72 ans de sécheresse en championnat, la plus longue de l'histoire pour un club en VFL/AFL. L'année suivante  Sydney joua à nouveau contre les West Coast dans le Grande Finale 2006, mais fut battu par les Eagles pour le titre de champion, en perdant d'un point - le résultat le plus serré de Grand Final depuis un match nul en 1977.
Sydney se qualifie pour leur quatrième grande finale en 2012 face à Hawthorn, les Swans l'emporte 91 - 81.
Les Swans terminent premier du championnat puis retrouvent les Hawks lors de la Grande Finale en 2014 mais ils s'inclinent lourdement 137 - 74.

## Championnats VFA

### champion
- 1881 (comme South Melbourne)
- 1885 (comme South Melbourne)
- 1888 (comme South Melbourne)
- 1889 (comme South Melbourne)
- 1890 (comme South Melbourne)

### finaliste
- 1880 (comme South Melbourne)
- 1883 (comme South Melbourne)
- 1886 (comme South Melbourne)
- 1896 (comme South Melbourne) – battu par Collingwood 6.9 (45) to 5.10 (40) (la première Grande Finale)

## Championnats VFL/AFL

### champion
- 1909 (comme South Melbourne) – bat Carlton 4.14 (38) to 4.12 (36)
- 1918 (comme South Melbourne) – bat Collingwood 9.8 (62) to 7.15 (57)
- 1933 (comme South Melbourne) – bat Richmond 9.17 (71) to 4.5 (29)
- 2005 (comme Sydney Swans) – bat West Coast 8.10 (58) to 7.12 (54)
- 2012 (comme Sydney Swans) – bat Hawthorn 14.7 (91) to 15.11 (81)

### finaliste
- 1899 (comme South Melbourne) – battu par Fitzroy 3.9 (27) to 3.8 (26)
- 1907 (comme South Melbourne) – battu par Carlton 6.14 (50) to 6.9 (45)
- 1912 (comme South Melbourne) – battu par Essendon 5.17 (47) to 4.9 (33)
- 1914 (comme South Melbourne) – battu par Carlton 6.9 (45) to 4.15 (39)
- 1934 (comme South Melbourne) – battu par Richmond 19.14 (128) to 12.17 (89)
- 1935 (comme South Melbourne) – battu par Collingwood 11.12 (78) to 7.16 (58)
- 1936 (comme South Melbourne) – battu par Collingwood 11.23 (89) to 10.18 (78)
- 1945 (comme South Melbourne) – battu par Carlton 15.13 (103) to 10.15 (75); Ce match est légendaire pour sa violence brutale qui fit gagner aux Sydney Swans le sobriquet de "Blood-Stained Angels" (les anges sanguinolents)
- 1996 – battu par les Kangaroos 19.17 (131) to 13.10 (88); première grande finale après le déménagement.
- 2006 – battu par les West Coast Eagles 12.13 (85) to 12.12 (84)
- 2014 – battu par les Hawthorn Hawks 21.11 (137) to 11.8 (74)

## L'équipe actuelle
| N° | Nom                   | Poste     | Naissance          | Nationalité sportive |
| 42 | Paul Bevan            | Défenseur | 27 septembre 1984  | Australie            |
| 6  | Craig Bolton          | Défenseur | 31 mai 1980        | Australie            |
| 35 | Heath Campbell        | Défenseur | 1er avril 1991     | Australie            |
| 17 | Tadgh Kennelly        | Défenseur | 1er juillet 1981   | Irlande              |
| 9  | Nick Malceski         | Défenseur | 15 août 1984       | Australie            |
| 25 | Martin Mattner        | Défenseur | 6 août 1982        | Australie            |
| 36 | Chris McKaigue        | Défenseur | 13 juillet 1989    | Irlande              |
| 20 | Sam Reid              | Défenseur | 27 décembre 1991   | Australie            |
| 25 | Ted Richards          | Défenseur | 11 janvier 1983    | Australie            |
| 30 | Lewis Roberts-Thomson | Défenseur | 8 septembre 1983   | Australie            |
| 2  | Rhyce Shaw            | Défenseur | 16 octobre 1981    | Australie            |
| 11 | Ed Barlow             | Milieu    | 27 janvier 1987    | Australie            |
| 14 | Craig Bird            | Milieu    | 21 janvier 1989    | Australie            |
| 24 | Jude Bolton           | Milieu    | 15 mars 1980       | Australie            |
| 46 | Taylor Gilchrist      | Milieu    | 19 octobre 1990    | Australie            |
| 45 | Nathan Gordon         | Milieu    | 20 octobre 1990    | Australie            |
| 4  | Daniel Hannebery      | Milieu    | 24 février 1991    | Australie            |
| 15 | Kieren Jack           | Milieu    | 28 juin 1987       | Australie            |
| 32 | Lewis Jetta           | Milieu    | 30 mai 1989        | Australie            |
| 12 | Josh P. Kennedy       | Milieu    | 20 juin 1988       | Australie            |
| 31 | Brett Kirk            | Milieu    | 25 octobre 1976    | Australie            |
| 21 | Ben McGlynn           | Milieu    | 6 août 1985        | Australie            |
| 28 | Dylan McNeil          | Milieu    | 20 mars 1991       | Australie            |
| 3  | Jarrad McVeigh        | Milieu    | 7 avril 1985       | Australie            |
| 7  | Brett Meredith        | Milieu    | 20 janvier 1989    | Australie            |
| 43 | Matthew O'Dwyer       | Milieu    | 21 juillet 1988    | Australie            |
| 16 | Gary Rohan            | Milieu    | 7 juin 1991        | Australie            |
| 40 | Nick Smith            | Milieu    | 12 juin 1988       | Australie            |
| 27 | Kristin Thornton      | Milieu    | 20 juillet 1988    | Australie            |
| 10 | Daniel Currie         | Ruckman   | 15 février 1989    | Australie            |
| 41 | Shane Mumford         | Ruckman   | 5 juillet 1986     | Australie            |
| 44 | Jake Orrea            | Ruckman   | 26 septembre 1989  | Australie            |
| 38 | Mike Pyke             | Ruckman   | 24 mars 1984       | Canada               |
| 1  | Mark Seaby            | Ruckman   | 1er mai 1984       | Australie            |
| 18 | Jessie White          | Ruckman   | 9 janvier 1988     | Australie            |
| 19 | Daniel Bradshaw       | Attaquant | 21 novembre 1979   | Australie            |
| 8  | Trent Dennis-Lane     | Attaquant | 30 août 1988       | Australie            |
| 37 | Adam Goodes           | Attaquant | 8 janvier 1980     | Australie            |
| 39 | Heath Grundy          | Attaquant | 2 juin 1986        | Australie            |
| 23 | Lewis Johnston        | Attaquant | 3 mars 1991        | Australie            |
| 33 | Jarred Moore          | Attaquant | 6 mars 1986        | Australie            |
| 5  | Ryan O'Keefe          | Attaquant | 24 janvier 1981    | Australie            |
| 26 | Henry Playfair        | Attaquant | 22 janvier 1983    | Australie            |
| 22 | Byron Sumner          | Attaquant | 31 octobre 1991    | Australie            |
| 13 | Patrick Veszpremi     | Attaquant | 1er septembre 1989 | Australie            |

## Tableau d'honneur
| année | classement | entraineur                  | capitaine                              | Best & Fairest          | meilleur marqueur (goals)  |
| ----- | ---------- | --------------------------- | -------------------------------------- | ----------------------- | -------------------------- |
| 1932  |            | Johnny Leonard              | Johnny Leonard                         | Bill Faul               | Bob Pratt (71)             |
| 1933  | 1          | Jack Bissett                | Jack Bissett                           | Harry Clarke            | Bob Pratt (109)            |
| 1934  | 2          | Jack Bissett                | Jack Bissett                           | Terry Brain             | Bob Pratt (150)            |
| 1935  | 2          | Jack Bissett                | Jack Bissett                           | Ron Hillis              | Bob Pratt (103)            |
| 1936  | 2          | Jack Bissett                | Jack Bissett                           | Herbie Matthews         | Bob Pratt (64)             |
| 1937  | 9          | Roy Cazaly                  | Laurie Nash                            | Herbie Matthews         | Laurie Nash (37)           |
| 1938  | 12         | Roy Cazaly                  | Herbie Matthews                        | Len Thomas              | Bob Moore (34)             |
| 1939  | 12         | Herbie Matthews             | Herbie Matthews                        | Herbie Matthews         | Bob Pratt (72)             |
| 1940  | 10         | Herbie Matthews             | Herbie Matthews                        | Herbie Matthews         | Len Reiffel (33)           |
| 1941  | 8          | Joe Kelly                   | Herbie Matthews                        | Reg Ritchie             | Jack Graham (33)           |
| 1942  | 3          | Joe Kelly                   | Herbie Matthews                        | Jim Cleary              | Lindsay White (80)         |
| 1943  | 8          | Joe Kelly                   | Herbie Matthews                        | Herbie Matthews         | Claude Culph (35)          |
| 1944  | 7          | Joe Kelly                   | Herbie Matthews                        | Jim Cleary              | Ron Hartridge (31)         |
| 1945  | 2          | William Adams               | Herbie Matthews                        | Jack Graham             | Laurie Nash (56)           |
| 1946  | 7          | William Adams               | Jack Graham                            | Bill Williams           | Henry Mears (32)           |
| 1947  | 8          | William Adams               | Jack Graham                            | Bill Williams           | Bill Williams (38)         |
| 1948  | 10         | William Adams, Jack Hale    | Jack Graham                            | Ron Clegg               | Jack Graham (32)           |
| 1949  | 10         | Jack Hale                   | Bert Lucas                             | Ron Clegg               | Ray Jones (27)             |
| 1950  | 11         | Gordon Lane                 | Gordon Lane                            | Bill Williams           | Gordon Lane (47)           |
| 1951  | 8          | Gordon Lane                 | Gordon Lane                            | Ron Clegg               | Bill Williams (41)         |
| 1952  | 5          | Gordon Lane                 | Gordon Lane                            | Keith Schaefer          | Gordon Lane (33)           |
| 1953  | 8          | Laurie Nash                 | Ron Clegg                              | Jim Taylor              | Ian Gillett (34)           |
| 1954  | 10         | Herbie Matthews             | Ron Clegg                              | Eddie Lane              | Eddie Lane (28)            |
| 1955  | 10         | Herbie Matthews             | Bill Gunn                              | Ian Gillett             | Eddie Lane (36)            |
| 1956  | 9          | Herbie Matthews             | Ian Gillett                            | Jim Dorgan              | Bill Gunn (28)             |
| 1957  | 10         | Herbie Matthews             | Ron Clegg                              | Jim Taylor              | Fred Goldsmith (43)        |
| 1958  | 9          | Ron Clegg                   | Ron Clegg                              | Bob Skilton             | Max Oaten (34)             |
| 1959  | 9          | Ron Clegg                   | Ron Clegg                              | Bob Skilton             | Bob Skilton (60)           |
| 1960  | 8          | Bill Faul                   | Ron Clegg                              | Frank Johnson           | Max Oaten (39)             |
| 1961  | 11         | Bill Faul                   | Bob Skilton                            | Bob Skilton             | Brian McGowan (38)         |
| 1962  | 12         | Noel McMahen                | Bob Skilton                            | Bob Skilton             | Bob Skilton (36)           |
| 1963  | 11         | Noel McMahen                | Bob Skilton                            | Bob Skilton             | Bob Skilton (36)           |
| 1964  | 11         | Noel McMahen                | Bob Skilton                            | Bob Skilton             | Max Papley (25)            |
| 1965  | 8          | Bob Skilton                 | Bob Skilton                            | Bob Skilton             | Ron Kingston (48)          |
| 1966  | 8          | Bob Skilton                 | Bob Skilton                            | Max Papley              | Austin Robertson, Jr. (60) |
| 1967  | 9          | Allan Miller (en)           | Bob Skilton                            | Bob Skilton             | John Sudholz (35)          |
| 1968  | 9          | Allan Miller                | Bob Skilton                            | Bob Skilton             | John Sudholz (36)          |
| 1969  | 9          | Norm Smith                  | Bob Skilton                            | Peter Bedford           | John Sudholz (35)          |
| 1970  | 4          | Norm Smith                  | Bob Skilton                            | Peter Bedford           | John Sudholz (62)          |
| 1971  | 12         | Norm Smith                  | Bob Skilton                            | Peter Bedford           | Peter Bedford (44)         |
| 1972  | 11         | Norm Smith                  | John Rantall                           | Russell Cook            | Peter Bedford (28)         |
| 1973  | 12         | Graeme John                 | Peter Bedford                          | Peter Bedford           | Peter Bedford (52)         |
| 1974  | 9          | Graeme John                 | Peter Bedford                          | Norm Goss               | Norm Goss (37)             |
| 1975  | 12         | Graeme John                 | Peter Bedford                          | Peter Bedford           | Graham Teasdale (38)       |
| 1976  | 8          | Ian Stewart                 | Peter Bedford                          | Rick Quade              | Robert Dean (37)           |
| 1977  | 5          | Ian Stewart                 | Rick Quade                             | Graham Teasdale         | Graham Teasdale (38)       |
| 1978  | 8          | Des Tuddenham               | Rick Quade                             | John Murphy             | John Murphy (31)           |
| 1979  | 10         | Ian Stewart                 | Rick Quade                             | Barry Round             | Tony Morwood (56)          |
| 1980  | 6          | Ian Stewart                 | Barry Round                            | David Ackerly           | John Roberts (67)          |
| 1981  | 9          | Ian Stewart                 | Barry Round                            | Barry Round             | John Roberts (51)          |
| 19821 | 7          | Rick Quade                  | Barry Round                            | David Ackerly           | Tony Morwood (45)          |
| 1983  | 11         | Rick Quade                  | Barry Round                            | Mark Browning           | Craig Braddy (48)          |
| 1984  | 10         | Rick Quade, Bob Hammond     | Barry Round, Mark Browning             | Bernie Evans            | Warwick Capper (39)        |
| 1985  | 10         | John Northey                | Mark Browning                          | Stephen Wright          | Warwick Capper (45)        |
| 1986  | 4          | Tom Hafey                   | Dennis Carroll                         | Gerard Healy            | Warwick Capper (92)        |
| 1987  | 4          | Tom Hafey                   | Dennis Carroll                         | Gerard Healy            | Warwick Capper (103)       |
| 1988  | 7          | Tom Hafey                   | Dennis Carroll                         | Gerard Healy            | Barry Mitchell (35)        |
| 1989  | 7          | Col Kinnear                 | Dennis Carroll                         | Mark Bayes              | Bernard Toohey (27)        |
| 1990  | 13         | Col Kinnear                 | Dennis Carroll                         | Stephen Wright          | Jim West (34)              |
| 1991  | 12         | Col Kinnear                 | Dennis Carroll                         | Barry Mitchell          | Jason Love (52)            |
| 1992  | 15         | Gary Buckenara              | Dennis Carroll                         | Paul Kelly (joueur AFL) | Simon Minton-Connell (60)  |
| 1993  | 15         | Gary Buckenara, Ron Barassi | Paul Kelly                             | Paul Kelly              | Simon Minton-Connell (41)  |
| 1994  | 15         | Ron Barassi                 | Paul Kelly                             | Daryn Creswell          | Simon Minton-Connell (68)  |
| 1995  | 12         | Ron Barassi                 | Paul Kelly                             | Tony Lockett            | Tony Lockett (110)         |
| 1996  | 2          | Rodney Eade                 | Paul Kelly                             | Paul Kelly              | Tony Lockett (121)         |
| 1997  | 7          | Rodney Eade                 | Paul Kelly                             | Paul Kelly              | Tony Lockett (37)          |
| 1998  | 5          | Rodney Eade                 | Paul Kelly                             | Michael O'Loughlin      | Tony Lockett (109)         |
| 1999  | 8          | Rodney Eade                 | Paul Kelly                             | Wayne Schwass           | Tony Lockett (82)          |
| 2000  | 10         | Rodney Eade                 | Paul Kelly                             | Andrew Schauble         | Michael O'Loughlin (53)    |
| 2001  | 7          | Rodney Eade                 | Paul Kelly                             | Paul Williams           | Michael O'Loughlin (35)    |
| 2002  | 11         | Rodney Eade, Paul Roos      | Paul Kelly                             | Paul Williams           | Barry Hall (55)            |
| 2003  | 4          | Paul Roos                   | Stuart Maxfield                        | Adam Goodes             | Barry Hall (64)            |
| 2004  | 5          | Paul Roos                   | Stuart Maxfield                        | Barry Hall              | Barry Hall (74)            |
| 2005  | 1          | Paul Roos                   | Stuart Maxfield²                       | Brett Kirk              | Barry Hall (80)            |
| 2006  | 2          | Paul Roos                   | Barry Hall, Brett Kirk and Leo Barry   | Adam Goodes             | Barry Hall (78)            |
| 2007  | 7          | Paul Roos                   | Barry Hall, Brett Kirk and Leo Barry   | Brett Kirk              | Barry Hall (44)            |
| 2008  | 6          | Paul Roos                   | Brett Kirk, Leo Barry and Craig Bolton | Jarrad McVeigh          | Barry Hall (41)            |

1 : déménagement à Sydney

² : Six matchs durant la saison 2005, Stuart Maxfield termina sa carrière de joueur à cause d'une blessure chronique. Six joueurs se succédèrent comme capitaine au cours du reste de la saison : Brett Kirk (parties 7, 8, 19 et 20), Leo Barry (parties 9, 10, 21 et 22), Barry Hall (parties 11, 12 et l'ensemble des play-offs), Ben Mathews (parties 13 et 14), Adam Goodes (parties 15 et 16) et Jude Bolton (parties 17 et 18).

## Records de l'équipe
- Plus de jeux - Michael O'Loughlin (286)
- Plus de buts - Bob Pratt (681)
- Plus de buts au cours d'un match - Tony Lockett (16)
- Le plus de buts au cours d'une saison - Bob Pratt (150)
- Le plus de matchs comme entraineur - Paul Roos (153*)
- Le plus important score de l'équipe - 36.20 (236) contre Essendon en 1987
- La victoire avec la plus importante marge - (171 points) - Sth Melb contre St Kilda en 1919

## Équipe du Siècle
Sydney a annoncé la composition de l'équipe du siècle le 8 août 2003.

## Société

### Administration
Directeurs:
- Richard Colless président (1993-présent)

- Jason Ball
- Bob Campbell
- Andrew McMaster
- Robert Morgan
- Greg Paramor
- Rob Pascoe
- Andrew Pridham

PDG:
- Myles Baron-Hay (2004-présent)
- Phil Mullen (intérim)
- Colin Seery
- Kelvin Templeton
- Jordan Sembel

### Association humanitaire soutenue
- Wally Jackson Research Fund
- Sydney Australian Football Foundation (SAFF)

Les Sydney Swans sont sponsorisés par la station de radio Triple M qui retransmet en direct tous les matchs. Parfois, 702 ABC Sydney couvre des matchs des Swans s'il joue le samedi après-midi (quand ils sont en train de jouer à Melbourne).